# Marina Lewycka
Marina Lewycka (ukr. Марина Левицька, Maryna Łewyćka ur. 1946 w Kilonii) – pisarka brytyjska pochodzenia ukraińskiego.
Jej ojcem był ukraiński inżynier Petro Łewycki (1912-2008). Urodziła się w obozie uchodźców w Kilonii. Później wraz z rodziną zamieszkała w Wielkiej Brytanii. 
Studiowała na Keele University. Mieszka w Sheffield i pracuje na stanowisku docenta w dziedzinie medialnych środków przekazu na Sheffield Hallam University. 
Zadebiutowała w wieku prawie 60 lat powieścią „Zarys dziejów traktora po ukraińsku” (ang. Short history of tractors in Ukrainian) która została przełożona na 33 języki. „Zarys dziejów traktora po ukraińsku” jest powieścią satyryczną, opisującą w konwencji czarnego humoru dzieje pobytu ukraińskich emigrantów w Anglii.  Na festiwalu literackim Hay odbywającym się w miejscowości Hay-on-Wye otrzymała w roku 2005 nagrodę Bollinger Everyman Wodehouse Prize. W tym samym roku jej druga powieść „Dwa domki na kółkach” (ang. Two caravans) została nominowana do nagrody Orange Prize for Fiction. Trzecia powieść „Wojna domowa” (ang. We are all made of glue) ukazała się w wydawnictwie Fig Tree/Penguin w Londynie.
Oprócz powieści Marina Lewycka wydała dziesięć książek–poradników opieki nad ludźmi chorymi i w podeszłym wieku.

## Dzieła
- Marina Lewycka: Zarys dziejów traktora po ukraińsku (Short history of tractors in Ukrainian) z ang. przeł. Anna Jęczmyk. Warszawa : Wydawnictwo Albatros Andrzej Kuryłowicz, 2006. ISBN 83-7359-433-7 ISBN 978-83-7359-433-3
- Marina Lewycka: Dwa domki na kółkach (Two caravans) z ang. przeł. Anna Jęczmyk. Warszawa : Wydawnictwo Albatros Andrzej Kuryłowicz, 2007. ISBN 978-83-7359-571-2
- Marina Lewycka: Wojna domowa (We are all made of glue) z ang. przeł. Zofia Uhrynowska-Hanasz. Poznań : Wydawnictwo Albatros Andrzej Kuryłowicz, 2011. ISBN 978-83-7659-377-7